# Marco Pérez
Marco Pérez (ur. 21 marca 1978 w Santanderze) – piłkarz reprezentacji Liechtensteinu hiszpańskiego pochodzenia, grający na pozycji pomocnika.

## Kariera klubowa
Perez reprezentował w dotychczasowej karierze w ligach szwajcarskich i austriackich. Był graczem ekipy z Liechtensteinu FC Vaduz występującej wówczas najpierw w trzeciej, a potem w drugiej lidze szwajcarskiej, dwóch klubach ekstraklasy szwajcarskiej FC Basel i SR Delémont, a także FC Wangen, grający wówczas w drugiej lidze. Od lata 2006 roku występuje w klubach austriackich. Rok spędził w SC Eisenstadt, tyle samo w First Vienna, a od początku sezonu 2008-09 jest graczem Wiener SC.

## Kariera reprezentacyjna
W reprezentacji Liechtensteinu zadebiutował 4 czerwca 1996 roku w towarzyskim meczu przeciwko Niemcom. Na boisku przebywał do 83 minuty meczu, a debiut uświetnił zdobyciem bramki.
| Mecze i gole w reprezentacji | Mecze i gole w reprezentacji | Mecze i gole w reprezentacji | Mecze i gole w reprezentacji | Mecze i gole w reprezentacji | Mecze i gole w reprezentacji | Mecze i gole w reprezentacji |
| #                            | Data                         | Stadion                      | Rywal                        | Wynik                        | Gol                          | Rozgrywki                    |
| 1996                         | 1996                         | 1996                         | 1996                         | 1996                         | 1996                         | 1996                         |
| ---------------------------- | ---------------------------- | ---------------------------- | ---------------------------- | ---------------------------- | ---------------------------- | ---------------------------- |
| 1.                           | 04.06.1996                   | Mannheim, Niemcy             | Niemcy                       | 1:9                          | 1                            | towarzyski                   |